# Louisiana Purchase (Film)
Louisiana Purchase ist ein US-amerikanischer Spielfilm aus dem Jahr 1941. Er wurde von Buddy G. DeSylva unter der Regie von Irving Cummings bei Paramount Pictures produziert und in Technicolor gedreht. Buddy DeSylva schrieb auch das Drehbuch. Die Premiere fand in den USA am 25. Dezember 1941 statt.

## Handlung
Der Abgeordnete Jim Taylor und seine Geschäftspartner sehen sich aufgrund von krummen Geschäften einer offiziellen Untersuchung durch den Senator Oliver Loganberry. Jim ist Präsident der Firma, ist für seine Partner, die die eigentlichen Drahtzieher der krummen Geschäfte sind, aber lediglich ein Strohmann und soll jetzt versuchen, den Senator von seiner Untersuchung abzubringen. Als ihm dies nicht gelingt, holt er sich Hilfe bei Yvonne Bordelaise, die ihm Marina von Minden vermittelt. Marina ist eine österreichische Einwanderin, die genug Geld sammeln möchte, um ihrer Mutter die Einreise in die USA zu ermöglichen. Gegen Bezahlung willigt sie zunächst ein, Loganberry auszutricksen und lässt sich, nachdem dieser betrunken ist, mit ihm auf kompromittierende Art fotografieren. Als Loganberry mit den Fotos konfrontiert wird, bekommt Marina jedoch Skrupel und nimmt ihn in Schutz. Jim hat sich zwischenzeitlich in Marina verliebt und fühlt sich von ihr betrogen. Er versucht nun Yvonne dazu zu bringen, ihm zu helfen. Diese heiratet jedoch den Senator, und Jim ist nun auf sich allein gestellt, da seine Geschäftspartner ihm die alleinige Schuld an ihren Machenschaften in die Schuhe schieben. Bei der Befragung im Repräsentantenhaus schindet Jim durch einen Filibuster Zeit, indem er endlos lange Geschichten vorliest. In dem Moment, als er nicht mehr kann und zusammenbricht, erhält Loganberry jedoch ein Telegramm, in dem er erfährt, dass Jim unschuldig ist und seine Geschäftspartner die alleinige Schuld für die Machenschaften tragen. Jim gesteht Marina seine Liebe und die beiden küssen sich.

## Hintergrund
Das gleichnamige Broadwaystück, dessen Musik von Irving Berlin geschrieben wurde, wurde von Mai 1940 bis August 1941 insgesamt 444 mal aufgeführt. Zahlreiche Schauspieler aus dem Stück wirkten auch im Spielfilm mit, insbesondere die Hauptdarsteller. Lediglich die Rolle des Jim Taylor, die im Original noch von William Gaxton gespielt wurde, wurde im Film durch Bob Hope übernommen. Aus dem Broadwaymusical wurden lediglich drei der Musikstücke in den Film übernommen.

## Rezeption
Die Bosley Crowther bezeichnete den Film in der New York Times als „eine der besten Komödien des vergangenen Jahres“ und lobte neben der schauspielerischen Leistung der Hauptdarsteller die Umsetzung des Broadwaystoffes als Film, der „überraschender – aber auch dankenswerterweise – […]  nicht mit Liedern und Tanzeinlagen überfüllt wurde“.

## Auszeichnungen
Bei der Oscarverleihung 1942 wurden Harry Hallenberger und Ray Rennahan in der Kategorie „Beste Kamera (Farbfilm)“ sowie Raoul Pene Du Bois und Stephen Seymour in der Kategorie „Bestes Szenenbild (Farbfilm)“ für einen Oscar nominiert.